# Proteuxoa bistrigula
Proteuxoa bistrigula är en fjärilsart som beskrevs av Walker 1857. Proteuxoa bistrigula ingår i släktet Proteuxoa och familjen nattflyn. Inga underarter finns listade i Catalogue of Life.

## Bildgalleri

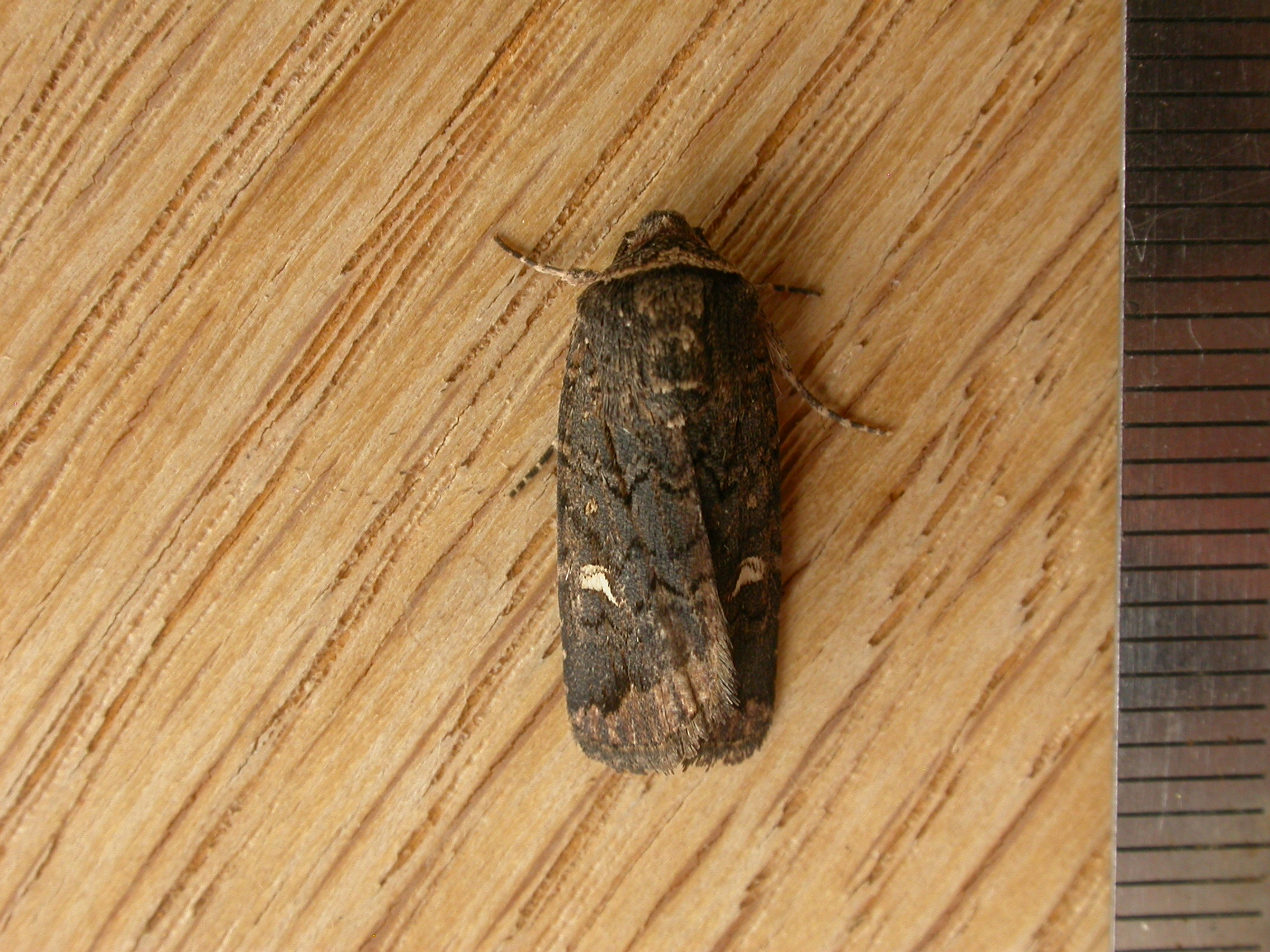
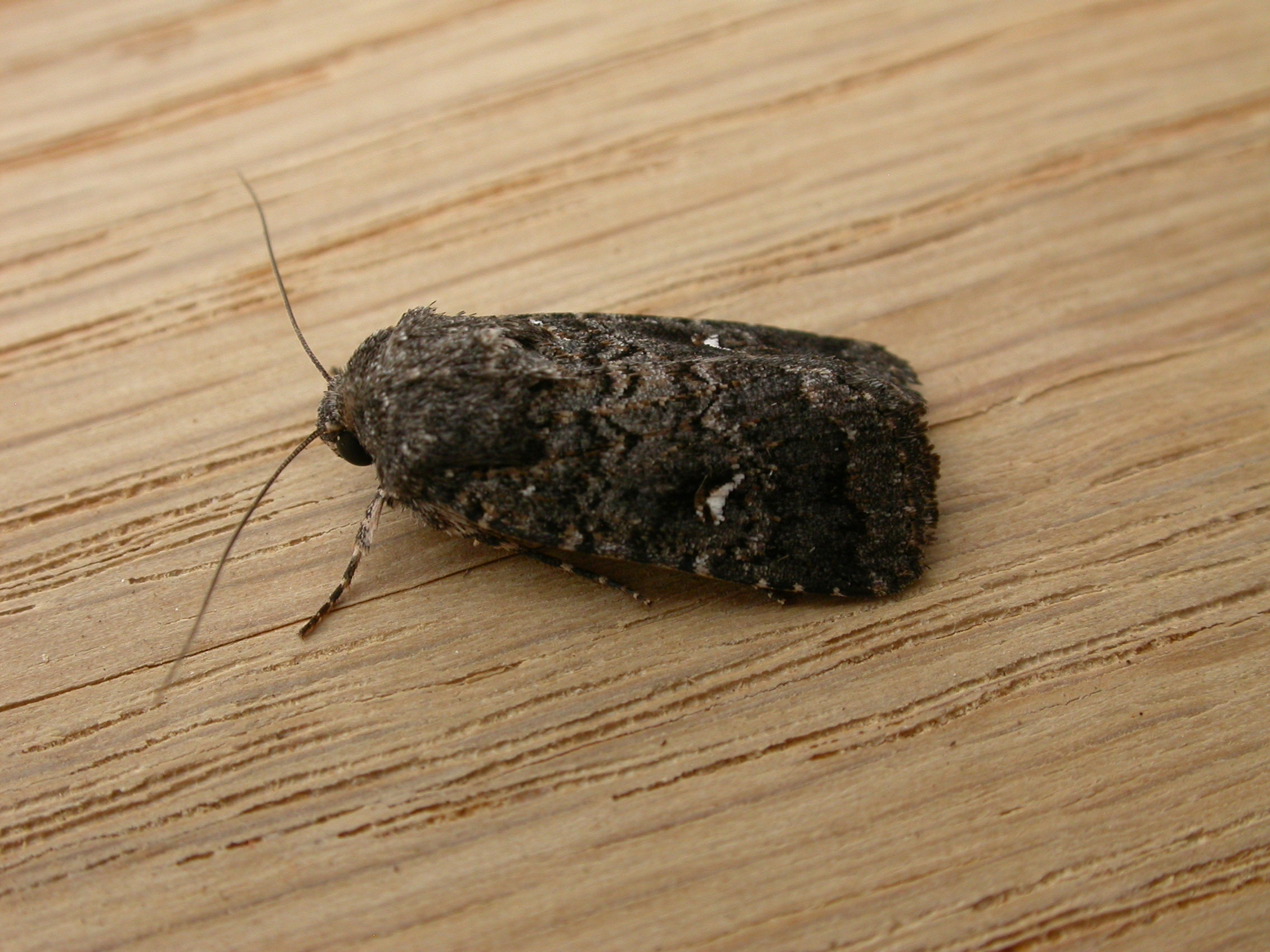